# Poitevin-saintongeais

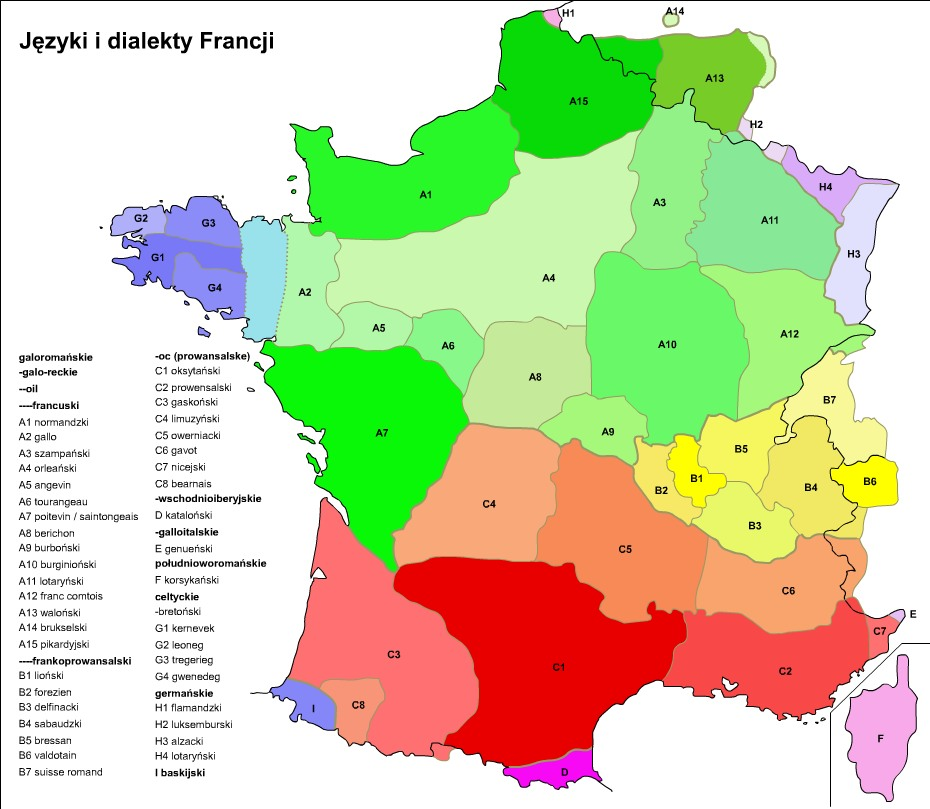
Języki i dialekty Francji

Poitevin – język romański z grupy langues d’oïl, posługiwali się nim mieszkańcy krainy Poitou w zachodniej części Francji.
Dzieli się na zróżnicowane dialekty, m.in. maraichin.